# Binji jezik
Binji jezik (ISO 639-3: bpj; bindji), nigersko-kongoanski jezik iz Demokratske Republike Kongo, kojim govori oko 165 000 ljudi (2000) u provinciji Kasaï Occidental.
Klasificira se s jezicima bangubangu [bnx], kete [kcv], luna [luj] i songe [sop] podskupini songye (L.20) u širu skupinu centralnih bantu jezika u zoni L.

## Vanjske poveznice
- Ethnologue (14th)
- Ethnologue (15th)
- [neaktivna poveznica]